# Astracantha piletoclada
Astracantha piletoclada là một loài thực vật có hoa trong họ Đậu. Loài này được (Freyn & Sint.) Czerep. miêu tả khoa học đầu tiên năm 1995.